# École nationale des sports de montagne
L’École nationale des sports de montagne (ENSM) regroupe les deux sites de l'École nationale de ski et d'alpinisme (ENSA) à Chamonix-Mont-Blanc et du Centre national de ski nordique et de moyenne montagne (CNSNMM) à Prémanon. L'ENSM, dont le siège est à Chamonix-Mont-Blanc, est l'école française de référence dans le domaine des sports de montagne. Elle est notamment l'école de formation des guides de haute montagne, des moniteurs de ski et des pisteurs-secouristes. Elle est installée sur deux sites, l'un à Chamonix et l'autre à Prémanon. 

Entrée du bâtiment universitaire de l'École nationale de ski et d'alpinisme (ENSA) de Chamonix-Mont-Blanc, par Roger Taillibert (1974).

## Histoire
Il semble que l’École nationale du ski et de l'alpinisme (ENSA) tire son origine du premier centre de formation de chefs de cordée, le collège des Praz, créé en 1942 notamment par le guide Marcel Bozon.
En 1943, est créée l'École nationale de ski à L'Alpe d'Huez. En 1945, elle est implantée à Val d'Isère, puis, en 1947, à Chamonix-Mont-Blanc où elle devient l’École nationale du ski et de l’alpinisme (ENSA) .
L’École nationale de ski de fond et de saut (ENSFS) est créée quant à elle sur le site de Prémanon en 1969. Elle devient le Centre national de ski nordique et de moyenne montagne (CNSNMM) par le décret du 8 avril 1999 qui la rattache au Centre régional d'éducation populaire et de sport de Franche-Comté (CREPS) qui est dissous en 2009. En 2010, l'ensemble formé par deux sites distincts (Chamonix en Haute-Savoie et Prémanon dans le Jura) constitue l’École nationale des sports de montagne,.

## Statuts et organisation
L'ENSM est un établissement public à caractère administratif placé sous la tutelle du ministère des Sports.
Le directeur général de l'école et les directeurs des deux sites sont nommés par le ministère de tutelle.
Le conseil d'administration de l'ENSM comprend 28 membres, dont dix membres de droit, neuf siégeant en raison de leur compétence (partenaires fédéraux et associatifs, personnalités qualifiées) et neuf membres élus au sein de l'établissement. Un conseil d'orientation est créé pour chacun des deux sites. 
Selon ses statuts, l'ENSM a reçu de l'État la mission de former et de perfectionner l'encadrement des métiers sportifs de la montagne, conduire des études et analyses dans le domaine de la sécurité en montagne, contribuer à l'entraînement des sportifs de haut-niveau, contribuer à la santé des sportifs. C'est la seule école en France de ce type et également dans le monde  car, dans les autres pays, ce sont les associations de professionnels de la montagne qui assurent la formation et la délivrance de diplômes.

## Évolutions

### Féminisation de la profession de guide
En 1983, Martine Rolland est la première femme en France guide de haute montagne. En 2017, six femmes sur une promotion de cinquante stagiaires accèdent à la profession ; ainsi, c'est la première fois en France qu'autant de femmes obtiennent la médaille de guide : on dénombre alors trente femmes guides de haute montagne sur 1 800 professionnels.

### Durcissement de l'examen probatoire de l'aspirant-guide
L'ENSA relève le niveau  des courses qui constituent la liste nécessaire pour se présenter au probatoire de l'aspirant-guide. L'évolution, qui entre en vigueur en 2025, porte sur le nombre et la qualité des courses qui sont les garants d'une expérience solide et avérée en alpinisme.

## Formations dispensées à l'ENSM

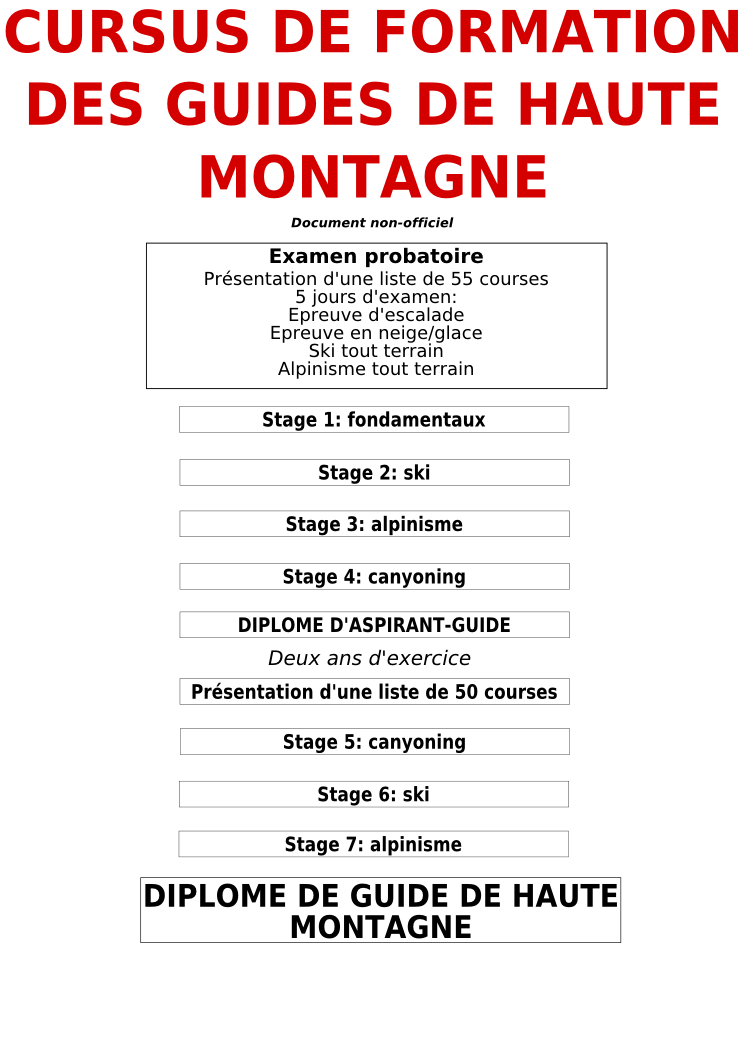
Cursus de formation

L'ENSA assure la formation des métiers suivants, ainsi que les recyclages pour certains d'entre eux :
- guide de haute montagne ;
- moniteur de ski alpin ;
- moniteur de ski nordique ;
- moniteur de ski nordique spécialisé en entraînement ;
- accompagnateur en moyenne montagne (AeM) ;
- pisteur-secouriste, à l'ENSA pour les brevets nationaux de pisteur-secouriste 2e et 3e degrés (le brevet national du 1er degré s'obtient au niveau départemental) ;
- moniteur de vol libre (parapente ou deltaplane) ;
- formation canyonisme pour les guides de haute montagne ;
- formation cyclisme mention VTT pour les AeM ;
- animateur course d'orientation ;
- recyclages pour les guides de haute montagne, les moniteurs de ski et les moniteurs de vol libre.

À l'international, elle assure des partenariats avec des pays étrangers (Népal, Équateur, Bolivie, etc.) afin de former leurs ressortissants aux métiers de la montagne (guide, etc.).